# Mehdi Attar-Ashrafi
Mehdi Attar-Ashrafi (persan : مهدی عطار اشرفی), né le 23 décembre 1948 et mort le 9 janvier 2021, est un haltérophile iranien.

## Biographie
Mehdi Attar-Ashrafi est médaillé de bronze dans la catégorie des moins de 70 kg aux Jeux asiatiques de 1974 à Téhéran, terminant deuxième à l'épaulé-jeté, troisième à l'arraché et troisième au total. Il dispute ensuite les Jeux olympiques d'été de 1976 à Montréal, terminant à la 13e place dans la même catégorie. Il est ensuite médaillé d'argent aux Championnats d'Asie d'haltérophilie 1979 à Tokyo.
Il meurt d'une longue maladie à l'âge de 72 ans.